# Sambotel
Sambotel (mađ. Szombathely, nje. Steinamanger, slo. Sombotel, lat. Savaria,  Sabaria) je grad u zapadnoj Mađarskoj. U hrvatskim izvorima ga se ponekad može naći i pod nazivom "Subotište".

## Zemljopisni položaj
Nalazi se na 47°14′ sjeverne zemljopisne širine i 16°38′ istočne zemljopisne dužine, pored potoka Perinta i Gyöngyösa, na mjestu gdje se dodiruju Alpsko predgorje i Kisalföld.

## Upravna organizacija
Upravno pripada Željeznoj županiji. Upravno je sjedište Sambotelskog kotara.
Jedan je od gradova u Mađarskoj sa županijskim pravima.

## Kultura
- muzej "Savaria"

### Hrvati u Sambotelu
Za Hrvate i hrvatsku kulturu Sambotel je značajan po tome što jedan od gradova u Mađarskoj u kojem se školuju odgajatelji, učitelji, nastavnici i profesori na hrvatskom jeziku, uz Baju, Pečuh i Budimpeštu.
Od listopada 1991. u Sambotelu djeluje Odsjek za hrvatski jezik i književnost na Visokoj školi
"Daniel Berzsenyi", a na Pedagoškom fakultetu u Sambotelu postoji Katedra za hrvatski jezik i književnost.
U Sambotelu od 2004. djeluje Hrvatsko kulturno i vjersko društvo.
U Sambotelu se od 2009. obilježava Hrvatski dan tijekom srpnja. Organizira ju Hrvatska samouprava, a ovo je najveća manifestacija gradišćanskih Hrvatov, prema riječima predsjednika Samouprave Laszla Škrapića.

## Stanovništvo
Sambotel ima 80.154 stanovnika, prema procjeni od 2005.
U gradu danas djeluju i manjinske samouprave: hrvatska, romska, njemačka i slovenska.
Mađari su većina. Manjine čine; Nijemci 0,8%, Hrvati 0,5%, Romi 0,4%, Slovenci 0,1% i ostali. Više od 3/4 stanovnika su rimokatolici. Luterana je 3,5%, kalvinista je 2,7%, a grkokatolika je 0,3%.
Broj stanovnika kroz povijest:
- 1870. – 12.934
- 1880. – 17.055
- 1900. – 20.405
- 1900. – 29.959
- 1910. – 37.289
- 1920. – 42.275
- 1930. – 46.379
- 1940. – 50.935
- 1950. – 47.589
- 1960. – 54.758
- 1970. – 64.485
- 1980. – 65.297
- 1990. – 85.617
- 2000. – 81.920
- 2009. – 79.513

## Poznate osobe
- Matilda Bölcs, hrvatska književnica iz Mađarske
- Ivan Mažuranić, školovao se na liceju u Sambotelu[2]
- József Asbóth, pobjednik Roland Garrosa 1947.
- Róbert Fazekas, bacač diska
- Gábor Király, nogometni vratar
- Paul László, arhitekt
- sveti Martin
- Sándor Weöres, mađarski pjesnik
- László Bárdossy, mađarski premijer
- Leopold Bloom (Virág, izvorno Blum), fiktivni lik iz Joyceovog romana Uliks
- László Almásy,
- László Magyar, koji je istraživao Afriku
- Johannes Kretz, skladatelj
- Adrián Annus, bacač kladiva
- Krisztián Pars, bacač kladiva
- Nikolett Szabó, bacačica koplja
- Péter Halmosi, nogometaš
- György Garics, nogometni vratar
- Eugene Lukacs, statističar
- József Bencsics (* 1933.), mađarski nogometni reprezentativac
- János Brenner (1931.–1957.) mađarski cistercit i rimokatolički svećenik te mučenik i blaženik Katoličke Crkve

## Gradovi prijatelji
- Ferrara
- Kaufbeuren
- Kolding
- Lappeenranta
- Maribor
- Ramat-Gan
- Joškar-Ola

## Šport
- Szombathelyi Haladás, nogometni klub

## Galerija slika
Zračni snimci grada Sambotela.

## Vanjske poveznice
- Službene stranice
- Zračni snimak
- Službene stranice Savaria povijesnog festivala  Arhivirana inačica izvorne stranice od 7. prosinca 2009. (Wayback Machine)
- Alpokalja-Online Sambotelske stranice s vijestima, fotogalerijama i inim informacijama
- The Amber Road – Colonia Savaria  Arhivirana inačica izvorne stranice od 9. svibnja 2005. (Wayback Machine) (starorimske ruševine)
- O Sambotelu
- Fotogalerija na temu Sambotela
- Sambotelska povijest  Arhivirana inačica izvorne stranice od 10. travnja 2008. (Wayback Machine)